# Ânkhésenpépi II
Pour les articles homonymes, voir Ânkhésenpépi.
Ânkhnesmérirê II, ou encore Ânkhésenpépi II (Elle vit pour Pépi), est le nom pris par Ânkhesen, fille de Khoui, grand noble d'Abydos, à son mariage avec Pépi Ier. Elle est la mère de Pépi II, devenu pharaon à l’âge de six (ou dix) ans à la mort de son demi-frère (ou père ?) Mérenrê Ier, disparu prématurément après un règne de quatre ans. Elle a donc exercé la régence pendant la jeunesse de son fils avec le soutien de Djaou, vizir de Mérenrê et oncle de Pépi II.

## Généalogie
Bien qu'elle ne soit pas fille de roi (seulement de notables d'Abydos), elle épouse, comme sa sœur, Pépi Ier qui est au pouvoir pendant un demi-siècle (vers 2335/2285 av. J.-C.). Puis, à la mort du vieux roi, elle épouse son successeur, son neveu Mérenrê Ier.
Une petite statue représente Ankhésenpépi comme reine mère, tenant sur ses genoux son jeune enfant, Pépi II, confirmant la parenté entre les deux personnages. Pépi II, qui n'a que six ans lorsqu'il monte officiellement sur le trône, sera au pouvoir pendant une très longue période (on donne traditionnellement le chiffre de presque un siècle), un record dans l'histoire.

## Sépulture

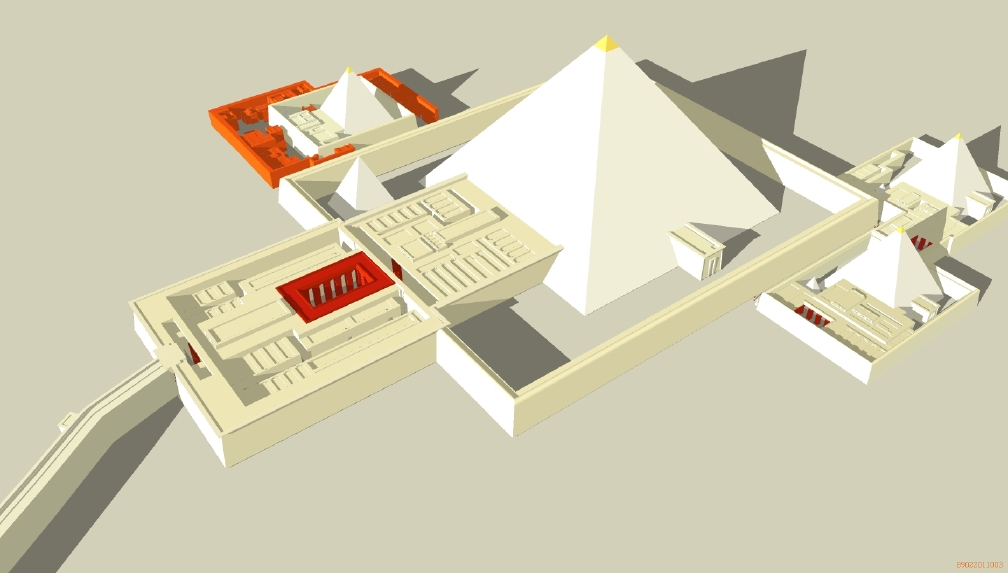
Pyramide.

Sa tombe a été retrouvée parmi la nécropole de son premier époux Pépi Ier au sein d'une véritable nécropole princière installée autour de la pyramide royale. Elle est constituée d'un petit complexe pyramidal complet et, pour la première fois pour une reine, son caveau a été décoré des textes des pyramides. 
Ces textes rituels, au départ, n'étaient inscrits que sur les murs des tombes de pharaons, les seuls à être admis à survivre à la mort physique.
La reine Ânkhésenpépi II est ainsi la première reine, à ce stade des découvertes, à avoir eu ce privilège, soulignant sans doute son statut important.
Identifiée parmi neuf autres tombes de reines dans cette nécropole de Saqqarah sud, sa tombe a été détruite et pillée par des vandales ; il n’en reste qu'un amoncellement de gravats. Dans les déblais, l'équipe d’Audran Labrousse a trouvé, au milieu de statuettes, de vases, d’un reste de métier à tisser, des stèles portant des textes rituels et le sarcophage en grauwacke de la reine.